# L'odore
L'odore è una canzone scritta da Giorgio Gaber e Sandro Luporini, contenuta nell’album del 1974 Anche per oggi non si vola,  ripubblicata nel 1992 nell'album Il teatro canzone di Giorgio Gaber.

## Il significato e descrizione del testo
(Finale della canzone)
Il protagonista del brano musicale è il classico self-made man, ovvero uno che nella vita ha raggiunto una posizione importante. Tuttavia, pur di raggiungere tale obiettivo, non aveva avuto tanti scrupoli di fronte ai propri comportamenti, e aveva nascosto a sé stesso come fosse riuscito ad ottenere certi risultati. 
Ma la sua coscienza gli trasmette un brutto odore che non può riuscire ad evitare. Il riferimento è espressamente rivolto a chi accetta di vivere e agire accettando certi compromessi, pur di raggiungere posizioni di potere.